# Kubo Tacuhiko
Kubo Tacuhiko (Fukuoka, 1976. június 18. –) japán válogatott labdarúgó.
A japán válogatott tagjaként részt vett a 2000-es Ázsia-kupán.

## Statisztika
| Japán válogatott | Japán válogatott | Japán válogatott |
| Időszak          | Mérk.            | gól              |
| ---------------- | ---------------- | ---------------- |
| 1998             | 1                | 0                |
| 1999             | 1                | 0                |
| 2000             | 5                | 0                |
| 2001             | 2                | 0                |
| 2002             | 5                | 0                |
| 2003             | 3                | 2                |
| 2004             | 9                | 6                |
| 2005             | 0                | 0                |
| 2006             | 6                | 3                |
| Összesen         | 32               | 11               |